# Franz Xaver von Rudtorffer

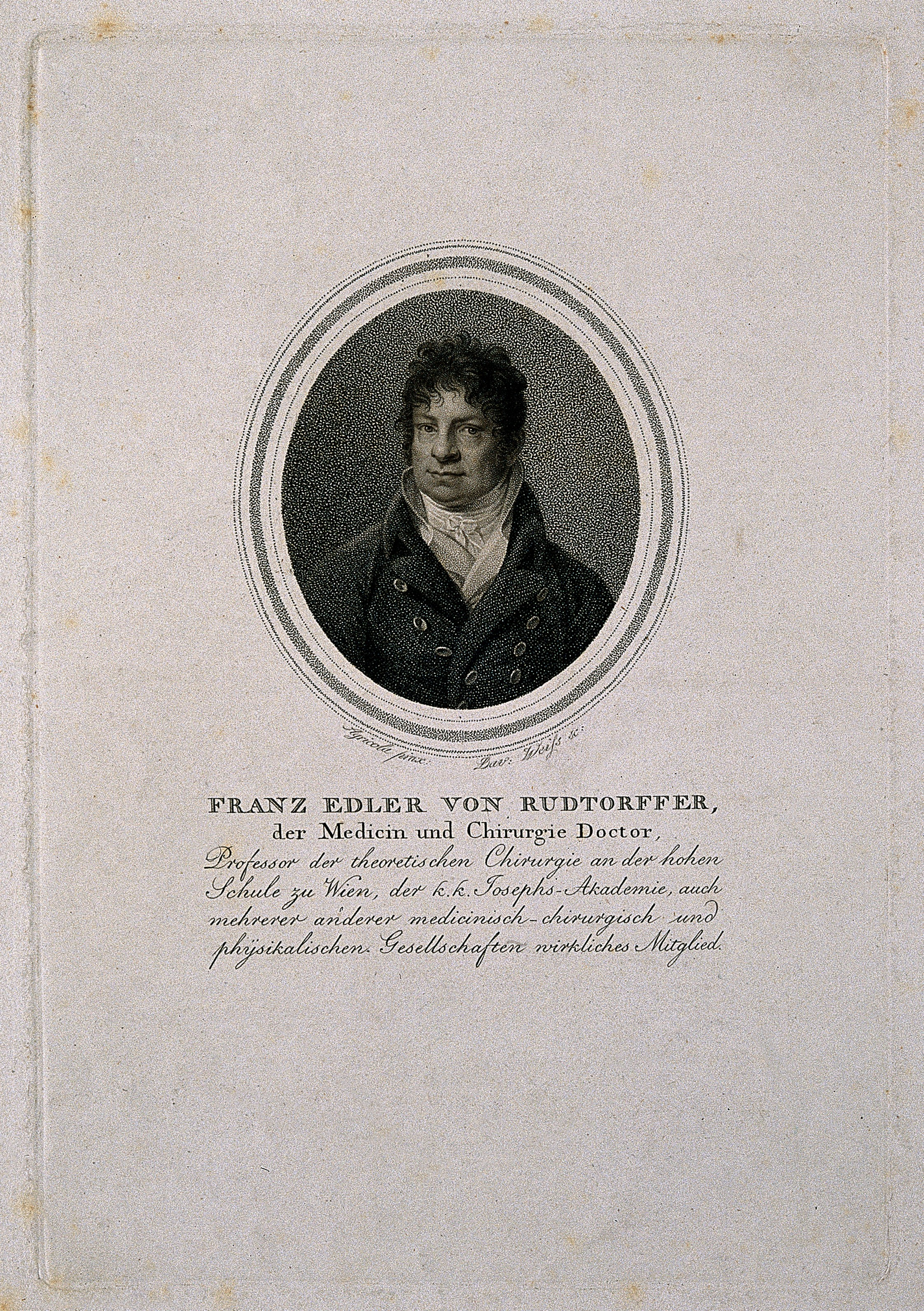
Franz Xaver Ritter von Rudtorffer

Franz Xaver Rudtorffer, ab 1809 von, ab 1822 Ritter von Rudtorffer (* 8. Februar 1760 in Wien; † 13. Februar 1833 ebenda) war ein österreichischer Chirurg und Fachschriftsteller.

## Leben

### Frühe Lebensjahre und Ausbildung
Franz Xaver Rudtorffer wurde am 8. Februar 1760, als Sohn eines Gewerbemannes mit großer Familie, in Wien geboren. Über die frühen Lebensjahre Rudtorffers ist wenig bekannt, sein späterer beruflicher Werdegang wurde von den Eltern jedoch schon früh vorbestimmt. So sollte er zum Wundarzt ausgebildet werden und ging 1774, nachdem er das Jesuitengymnasium besucht hatte, wie damals üblich, bei einem Chirurgen in die Lehre. Nebenbei besuchte er noch Vorlesungen über Chirurgie und Anatomie bei Ferdinand von Leber und erlangte 1777 den Freibrief.
Danach kehrte er in das Haus seiner Eltern zurück, um sich dort ungestört dem chirurgisch-anatomischen Studium widmen zu können. Dabei wurde er tatkräftig von mehreren Professoren der medizinischen Fakultät unterstützt, darunter Thomas Knauer dem Assistenten von Leber sowie Joh. Brockmüller, Ordinarius im Bürgerspital. Daneben erhielt er auch die Möglichkeit bei den Hausbesuchen Lebers und den anatomischen Untersuchungen Knauers teilzunehmen. Zusätzlich besuchte er auch die praktisch-chirurgische Lehranstalt im vereinten spanischen und heiligen Dreifaltigkeitsspital, unter der Leitung von Professor Raphael Steidele, wo er im Jahr 1779 das Diplom als Magister der Chirurgie erlangte.

### Magister der Chirurgie
Durch Empfehlungen konnte Rudtorffer nach Abschlusses seines Magister Studiums am vereinten spanischen Dreifaltigkeitsspital bleiben. Dort erhielt er eine Assistentenstelle bei dem berühmten Professor Maximilian Stoll und dem berühmten Wundarzt Andreas Sartory, die er bis 1781 ausübte. Ab 1784 wurde er als Sekundararzt im neu eröffneten Allgemeinen Krankenhaus tätig und übernahm dort die Frühordinationen für arme Beamte, die chirurgische  Betreuung der Geisteskranken und die gerichtlichen Leichenöffnungen. Die Geisteskranken, die er chirurgisch betreute, waren im damals ebenfalls neu eröffneten Narrenturm untergebracht.
1793 wurde Rudtorffer schließlich zum Primarchirurg für alle medizinischen Abteilungen des AKH bestellt und 1801 erhielt er ebenfalls die Stelle des Primararztes der 2. chirurgischen Abteilung. Neben dieser Tätigkeit gab er stark besuchte Privatvorlesungen über chirurgische Operationen und die Anwendung von Verbänden. Die Vorlesungen musste er jedoch aufgrund missgünstiger Vorgesetzter beenden und konnte sie erst dank eines Regierungsdekretes im Jahr 1802 wieder fortsetzen.

### Spätere Lebensjahre
Im Jahr 1809 erhielt er, für die 1805 erschienene „Abhandlung über die einfachste und sicherste Operationsmethode eingesperrter Leisten- und Schenkelbrüche, nebst einem Anhange merkwürdiger, auf den operativen Theil der Wundarzneikunst sich beziehenden Beobachtungen“, die 1809 erschienene „Abhandlung von der Operation des Blasensteins nach Pajola’s Methode“ und einige andere Abhandlungen, die medizinische und chirurgische Doktorwürde der Universität Würzburg.
Während der Besetzung Wiens durch Napoleon im Jahr 1809 konnte sich Rudtorffer auszeichnen und bewähren, als er das mit 2000 Verwundeten belegte Allgemeine Krankenhaus versorgte.
Nach dem Tod Lebers übernahm er 1810 die Lehrkanzel für theoretische Chirurgie an der Universität Wien, die er bis zu seiner Emeritierung im Jahr 1821 innehatte. Im Jänner 1810 eröffnete Rudtorffer im Beisein vieler Professoren, Ärzte und Wundärzte seine Vorlesungen, die er bis zu seiner Emeritierung fortsetzte. Ein Gichtleiden zwang Rudtorffer schließlich in den Ruhestand.
Sein Hauptwerk ist, das im Jahr 1817 erschienene „Armamentarium chirurgicum selectum. Oder Abbildung und Beschreibung der vorzüglichsten älteren und neueren chirurgischen Instrumente“. Die darin enthaltene Ordnung nutze Rudtorffer auch für die Aufstellung der Sammlung, der chirurgischen Instrumente und Verbände der Universität Wien, die er auch noch bis zwei Jahre nach seiner Emeritierung im Jahr 1823 betreute.
Franz Xaver Rudtorffer verstarb am 13. Februar 1833 in seiner Geburtsstadt Wien.

## Ehrungen
Rudtorffers berufliches Schaffen brachte ihm einige Ehrungen ein.
- 1803: korrespondierendes Mitglied der k.k. Josephs-Akademie in Wien
- 1806: wirkliches Mitglied der k.k. Josephs-Akademie in Wien
- Ehrendiplome der physikalisch-medizinischen Sozietät in Erlangen und der kaiserlich medizinischen Gesellschaft in Wilna
- Orden der Ehrenlegion: ausgezeichnet durch Ludwig XVIII. von Frankreich
- 1809: medizinisch-chirurgische Doktorwürde: verliehen durch die Universität Würzburg
- 1809: einfacher Adel: verliehen durch Kaiser Franz I.
- 1822: Ritterstand: verliehen durch Kaiser Franz I.

## Werke
Während seiner beruflichen Tätigkeit als Arzt wurden von Rudtorffer einige Fachartikel veröffentlicht.
- Abhandlung über die einfachste und sicherste Operationsmethode eingesperrter Leisten- und Schenkelbrüche, nebst einem Anhange merkwürdiger, auf den operativen Theil der Wundarzneikunst sich beziehenden Beobachtungen. 2 Bände. Leipzig 1805.
- Abhandlung von der Operation des Blasensteins nach Pajola’s Methode. Wien 1808.
- Kurzer Abriss der speciellen Therapie für angehende Wundärzte. Wien 1812.
- Armamentarium chirurgicum selectum. Oder Abbildung und Beschreibung der vorzüglichsten älteren und neueren chirurgischen Instrumente. Wien 1817.
- Abhandlung über die Verbesserung der zur Wiederbelebung der Scheintodten erforderlichen Instrumente, Geräthe und Nebenerfordernisse, nebst einer kurzen Uebersicht des Rettungsverfahrens. Wien 1821.